# Parravirrehedens naturreservat
Parravirrehedens naturreservat är ett naturreservat i Jokkmokks kommun i Norrbottens län.
Området är naturskyddat sedan 2020 och är 500 hektar stort. Reservatet ligger söder om Jokkmokk och består av en platålikande hed i en gles tallskog.